# Buján (Valle del Dubra)
Buján (llamada oficialmente Santiago de Buxán) es una parroquia española del municipio de Valle del Dubra, en la provincia de La Coruña, Galicia.

## Entidades de población
Entidades de población que forman parte de la parroquia:
- A Igrexa
- Cañotas (As Cañotas)
- Carral
- Casais
- Coruña (A Coruña)
- Cruce (O Cruce)
- Montemaior
- Padrón
- Quintán
- Quintáns (As Quintáns)
- Reboredo de Abaixo
- Reboredo de Arriba
- Reboredo do Medio
- Vilar
- Vilasuso

## Demografía
| Gráfica de evolución demográfica de Buján entre 2000 y 2019 |
|                                                             |
| Datos según el nomenclátor publicado por el INE.            |